# أوزلم جرجي أوغلي
أوزلم جرجي أوغلي (بالتركية: Özlem Çerçioğlu)‏ (ولدت في 11 أغسطس 1968، في نازلي، بتركيا) سياسية وصناعية تركية. وهي سياسية مخضرمة عينت كنائب في البرلمان كنائبة لأيدن في عقدها الثاني والثالث والعشرون. وفي عام 2009 تم تعيين جرجي أوغلي رئيسة لبلدية أيدن في الانتخابات العامة بتركيا، فكانت أول امرأة تمثل رئيسة للبلدية في تركيا. وقد اختيرت جرجي أوغلي كرئيسة لبلدية أيدن التي تمثل العاصمة في الانتخابات المحلية في تركيا 2014

## حياتها
أتمت تعليمها الابتدائي والإعدادي والثانوي في نازلي، وتخرجت من قسم التصميم الميكانيكي والبناء من جامعة سلجوق في عام 1988. وبعد تخرجها من الجامعة عاشت فترة قصيرة خارج البلاد. وقد عملت كمديرة للعلاقات العامة في شركة خاصة في نيويورك، وعملت في العديد من الجمعيات التركية المختلفة. وشاركت في الانشطة الصناعية المختلفة. 
دعمت التعليم، وكافحت المخدرات، وعملت على حل مشكلة أطفال الشوارع والتخطيط السكاني متبعة في ذلك تفكير مصطفى كمال أتاتورك، وانتخبت كعضو لحزب الشعب الجمهوري في الانتخابات العامة التي تمت في 3 نوفمبر 2002 وعينت أيضا في لجنة حقوق الإنسان في البرلمان في نفس الفترة. وفي 22 يوليو 2007 اختيرت من جديد كنائبة لحزب الشعب الجمهوري في عقدها الثالث والعشرون. وأصبحت أيضا عضو في لجنة الصناعات التكنولوجية والموارد الطبيعية والطاقة في البرلمان. وفي عام 2009 اختيرت كرئيس لبلدية أيدن في الانتخابات العامة في تركيا، ومن أجل وصولها لرئاسة البلدية استقالت من عملها كنائبة بالبرلمان، وبدأت جرجي أوغلي وظيفتها كرئيسة للبلدية في 30 مارس 2009 كأول رئيسة لبلدية أيدن وللحزب. وأثناء رئاستها للبلدية عرفت بلقب (المرأة الشجاعة). ووفقا لنتائج الدراسات الاستقصائية التي قُيِّم على أساسها رؤساء البلدية لمدة شهرين كانت أوزلم جرجي أوغلي هي الأكثر نجاحا من بينهم في عام 2013.
تحتل بلدية ايدن رقم 6360 من بين البلديات، وبعد تحولها إلى منطقة حضرية بموجب القانون في 12 نوفمبر 2012، أقيمت فيها أولى الانتخابات المحلية في عام 2014 وعينت فيها جرجي أوغلي رئيسة لبلدية أيدن من حزب الشعب الجمهوري التركي. وفي نهاية هذه الانتخابات تولت جرجي أوغلي السلطة من جديد كرئيسة لبلدية أيدن. أوزلم جرجي أوغلي متزوجة ولديها ولدين وتتحدث اللغة الإنجليزية.